# Stårheim
Stårheim – wieś w zachodniej Norwegii, w okręgu Sogn og Fjordane, w gminie Eid. Wieś leży u ujścia rzeki Stårheimselva,  na północnym brzegu fiordu Nordfjord, wzdłuż norweskiej drogi nr 15. Stårheim znajduje się 8 km na wschód od miejscowości Kjølsdalen i około 14 km na zachód od centrum administracyjnego gminy - Nordfjordeid.
W miejscowości znajduje się terminal promowy, z którego kursuje prom na trasie Stårheim - Isane, dzięki któremu mieszkańcy mają ułatwiony dostęp na drugi brzeg Nordfjordu.
We wsi znajduje się kościół, który został wybudowany w 1864 roku.

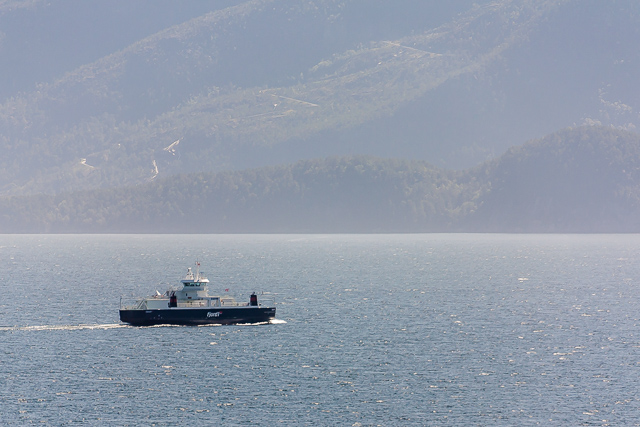
Prom: Stårheim - Isane